# Chiesa di San Carlo e San Mauro
La chiesa di San Carlo e San Mauro conosciuta solo come chiesa di San Carlo Borromeo è un luogo di culto cattolico di Gandino, sussidiaria della parrocchiale di Santa Maria Assunta della diocesi di Bergamo.

## Storia
La chiesa fu edificata in prossimità del chiostro del convento della suore benedettine che era stato edificato nel 1621 e consacrata dal vescovo di Bergamo  Luigi Grimani il 2 ottobre 1638, in periodo che sul territorio gandinese fu un fiorire di ordini monastici e edifici di culto. La chiesa, e prima i convento, erano stati edificati per volontà dell'importante famiglia Giovanelli.
Nella seconda metà del XVIII secolo l'aula fu oggetto di una nuova decorazione a opera di Federico Ferrari e Bernardo Brugnoli. Con la soppressione napoleonica e la conseguente Repubblica Cisalpina, la chiesa e il convento furono chiusi per essere poi riaperti nel 1882 con l'acquisto dei locali da parte delle suore orsoline che intrapresero un importante lavoro di ammodernamento e mantenimento nei primi anni del XX secolo.

## Descrizione

### Esterno
L'edificio di culto si trova nel centro storico di Gandino con la facciata posta a nord est preceduta dal portico, come molte delle chiese di Gandino, e dal sagrato che costeggia la viabile urbana. Il porticato presenta tre archi poggianti su colonnine in marmo complete di basamento e capitello d'ordine toscano. L'ambulacro ha la pavimentazione in cotto con e la copertura da volte a crociera. Il fronte prosegue nell'ordine superiore con tre aperture quadrate atte a illuminare l'aula, alternate da affreschi facciata che si conclude con l'ala in legno del tetto. Ognuno dei tre affreschi raffigura san Benedetto, san Carlo e santa Scolastica Nell'ordine inferiore vi è l'ingresso principale sopraelevato da due gradini in pietra e completo di paraste e architrave in pietra.

### Interno
L'interno a unica navata con copertura di volta a botte, si sviluppa su quattro campate divise da lesene complete di alta basamento e coronate da capitelli che reggono la trabeazione e il relativo cornicione non praticabile. La colta ospita il grande dipinto di Enrico Ferrari del1 768 Gloria di san Carlo Borromeo dove sono raffigurati nella gloria delle nubi l'Agnello divino con la Madonna e san Giuseppe e sante benedettine mentre in basso san Carlo in estasi volge lo sguardo al cielo.
La navata ospita quattro altari. Il primo a destra è dedicato a san Mauro con il dipinto del Crocifisso con san Mauro, san Placido, santa Gertrude di Helfa, san Gaetano di Thiene, beato Giovani Marinoni di Cerete, tra le nuvole le sante Candida e Tecla opera del 1677 di Ludovico David originario di Lugano- Il secondo altare ospita la tela di Domenico Carpinoni raffigurante Madonna col Bambino e santi Lorenzo e Eleonora datato 1634, data inserita nel dipinto. Il primo altare a sinistra intitolato alla Maria Annunziata mentre il secondo in legno dorato dedicato ai santi Fermo e Rustico, ospita la tela sempre del Carpinoni raffigura i santi con la Madonna, mentre sulla parte inferiore vi sono presenti i santi Andrea e Giovanni Evangelista.
Anche la zona presbiteriale ospita lateralmente due grandi affreschi: sant'Ildefonso vescovo di Toledo e San Giovanni Battista con Cristo che amministra la comunione alla badessa santa Geltrude.mentre l'altare maggiore e opera della bottega di Bartolomeo Manni, e ospita il dipinto della Trinità di autore ignoto.